# Шамплейн (селище, США)
Шамплейн (англ. Champlain) — селище (англ. village) в США, в окрузі Клінтон штату Нью-Йорк. Населення — 1101 особа (2010).

## Географія
Шамплейн розташований за координатами 44°59′16″ пн. ш. 73°26′8″ зх. д. / 44.98778° пн. ш. 73.43556° зх. д. (44.987738, -73.435430). За даними Бюро перепису населення США в 2010 році селище мало площу 3,70 км², з яких 3,60 км² — суходіл та 0,10 км² — водойми.

## Демографія
Згідно з переписом 2010 року, у селищі мешкала 1101 особа в 478 домогосподарствах у складі 289 родин. Густота населення становила 298 осіб/км². Було 553 помешкання (149/км²).
Расовий склад населення:
| - 96,3 % — білих - 1,4 % — азіатів - 0,3 % — корінних американців - 0,2 % — чорних або афроамериканців |

До двох чи більше рас належало 1,9 %. Частка іспаномовних становила 2,5 % від усіх жителів.
За віковим діапазоном населення розподілялося таким чином: 24,2 % — особи молодші 18 років, 60,6 % — особи у віці 18—64 років, 15,2 % — особи у віці 65 років та старші. Медіана віку мешканця становила 40,7 року. На 100 осіб жіночої статі у селищі припадало 89,5 чоловіків; на 100 жінок у віці від 18 років та старших — 89,8 чоловіків також старших 18 років.
Середній дохід на одне домашнє господарство становив 52 299 доларів США (медіана — 42 054), а середній дохід на одну сім'ю — 67 526 доларів (медіана — 58 984). Медіана доходів становила 59 375 доларів для чоловіків та 36 458 доларів для жінок. За межею бідності перебувало 17,7 % осіб, у тому числі 23,3 % дітей у віці до 18 років та 5,9 % осіб у віці 65 років та старших.
Цивільне працевлаштоване населення становило 457 осіб. Основні галузі зайнятості: освіта, охорона здоров'я та соціальна допомога — 23,6 %, виробництво — 13,6 %, транспорт — 12,5 %, роздрібна торгівля — 11,8 %.